# Jean Picard
Jean Picard   (La Flèche, 21 de juliol de 1620 - París, 12 de juliol de 1682) va ser un astrònom francès del segle XVII conegut per haver fet una mesura molt precisa del radi de la Terra.

## Vida
Existeix força incertesa sobre la biografia de Picard. Es coneix, perquè ho diu ell mateix en un llibre, que va néixer a La Flèche; la data del seu naixement (o del seu baptisme) la coneixem pel testimoni indirecte de l'astrònom J.J. Lefrançois de Lalande, un segle posterior.
Sembla que va ser fill d'un llibreter del mateix nom, Jean Picard, que tenia una (o potser més) botiga a la porta del cèlebre col·legi jesuïta de La Flèche, que anys abans havia tingut com alumnes Descartes i Mersenne i al que assistirà el mateix Picard. No és difícil suposar que, amb els llibres a casa i l'educació dels jesuïtes, la formació de Picard fos acurada.
El 1645 es troba a París, on és deixeble de Gassendi, probablement assistint a les seves classes del Collège de France que eren públiques i gratuïtes i convencent-lo que tenia les habilitats suficients per a ser el seu assistent en el camp de l'astronomia. Junts van fer les observacions de l'eclipsi solar de 21 d'agost de 1645 i d'altres observacions astronòmiques en els anys següents.
Tot i que els seus contemporanis es refereixen a ell com Abbé Picard, tampoc és segur que hagués professat en la jerarquia eclesiàstica.
La resta del que es coneix de la seva vida és força fragmentari: se sap que el 1665-1666 estava a París on va fer observacions astronòmiques amb Adrien Auzout, que entre 1661 i 1671 va fer observacions per descobrir les taques del Sol, que va ser un dels membres fundadors de l'Academie Royale des Sciences de Paris el 1666, que va viatjar a Dinamarca per conèixer de primera mà l'observatori d'Uraniborg on Tycho Brahe havia fet observacions astronòmiques en el segle anterior i on va conèixer Ole Rømer amb qui va tornar a París; però no existeix una biografia sistemàtica del personatge.

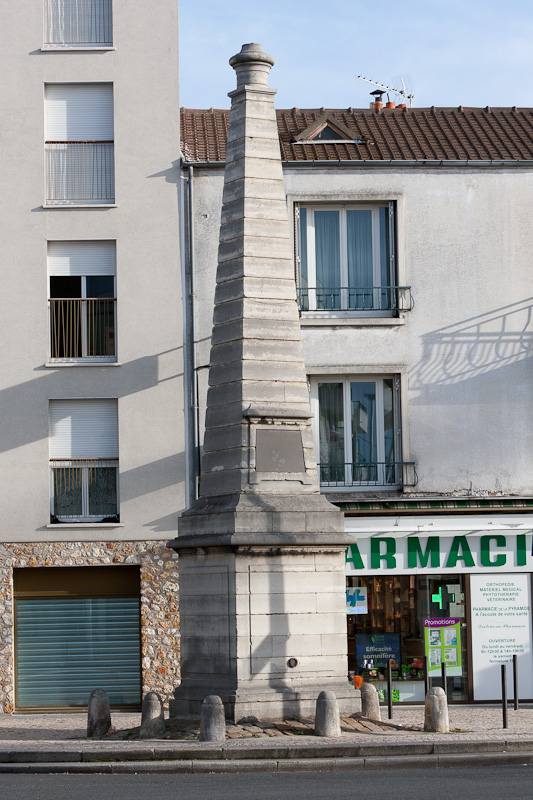
Piràmide de Juvisy-sur-Orge que assenyala una de les extremitats de la base geodèsica utilitzada per Picard per a calcular el diàmetre de La Terra. L'altra es troba a Villejuif.

## Obra
Picard va publicar el 1671 la seva obra més important: Mesure de la terre en la que explica els procediments geodèsic emprats en al càlcul del radi de la Terra, mitjançant una sèrie de triangulacions entre Amiens i París. Amb el seu procediment es podia calcular amb prou precisió la longitud d'un arc d'un minut d'un meridià terrestre i, a partir d'aquesta dada, era senzill calcular el radi de l'esfera terrestre. Picard va obtenir un resultat pel minut d'arc de 57.064 toeses (111.210 metres) que correspondrien a un radi de la Terra de 6.329 km quan el radi acceptat avui en dia és de 6.357 km. Una precisió molt considerable, tenint en compte l'època i els instruments que es feien servir.
Aquesta mesura va significar notables avenços en la cartografia i va permetre que Newton pogués confirmar els principis de la Gravitació universal. També va introduir la idea d'un sistema mètric basat en una longitud "natural" i dividit en forma decimal, sistema que no es va instaurar fins un segle més tard.
El 1684 va publicar un altre llibre Traité du nivellement avec une relation de quelques nivellements faits par ordre du roy et un abregé de la Mesure de la Terre que incloïa material addicional del seu deixeble Philippe de la Hire.
A més d'aquests dos llibres, va publicar unes quantes memòries als compendis de l'Acadèmia de Ciències (alguns d'ells de forma pòstuma a partir dels seus manuscrits): Recueil de plusieurs traitez de mathematiques (1676), Divers ouvrages de mathématiques et de physique (1693), etc.